# مورغان دي سانتيس
مورغان دي سانكتس (Morgan De Sanctis) ، غواردياغريلي بمقاطعة كييتي، 26 مارس 1977 في في إيطاليا ، لاعب كرة قدم إيطالي.
بدأ باللعب مع منتخب إيطاليا لكرة القدم في عام 2005. يلعب مع نادي نابولي الإيطالي منذ عام 2009. وفي عام 2013 انتقل لنادي روما الإيطالي

## مسيرته الكروية
لعب مورغان دي سانتيس خلال مسيرته الاحترافية مع 8 أندية في ثلاثة وعشرون موسمًا ولم يسجل خلالها أي هدف ضمن 533 مباراة. حيث فاز في موسم واحد بالكأس وفي موسمين بالدوري.
خاض مورغان دي سانتيس مسيرته مع نادي بيسكارا في موسم 1994–95 واستمر معه طيلة ثلاثة مواسم، مشاركًا في 74 مباراة ولم يسجل أي هدف. ثم انتقل إلى نادي يوفنتوس في موسم 1997–98 ولمدة موسمين، حيث شارك في 3 مباريات ولم يسجل أي هدف أيضًا. لينتقل بعدها إلى نادي أودينيزي في موسم 1999–00 ليلعب معه ثمانية مواسم، مشاركًا في 194 مباراة ولم يسجل أي هدف أيضًا. ثم انتقل إلى نادي إشبيلية في موسم 2007–08 لمدة موسم واحد، مشاركًا في 8 مباريات ولم يسجل أي هدف أيضًا. هذا وانتقل لاحقًا إلى نادي غلطة سراي في موسم 2008–09 لمدة موسم واحد، مشاركًا في 31 مباراة ولم يسجل أي هدف أيضًا. ثم انتقل بعدها إلى نادي نابولي في موسم 2009–10 ليلعب معه أربعة مواسم، مشاركًا في 147 مباراة ولم يسجل أي هدف أيضًا. ليعود وينتقل من جديد، لكن هذه المرة إلى نادي روما في موسم 2013–14 واستمر معه طيلة ثلاثة مواسم، مشاركًا في 75 مباراة ولم يسجل أي هدف أيضًا. لينتقل بعدها إلى نادي موناكو في موسم 2016–17 لمدة موسم واحد، مشاركًا في مباراة ولم يسجل أي هدف أيضًا.

## روابط خارجية
- مورغان دي سانتيس على موقع الاتحاد الدولي (مؤرشف)  (الإنجليزية)
- مورغان دي سانتيس على موقع الاتحاد الأوربي (الإنجليزية)
- مورغان دي سانتيس على موقع اتحاد تركيا (لاعب) (الإنجليزية)
- مورغان دي سانتيس على موقع قاعدة بيانات كرة القدم.إي يو (الإنجليزية)
- مورغان دي سانتيس على موقع ناشيونال فوتبول تيمز (الإنجليزية)
- مورغان دي سانتيس على موقع Soccerbase.com (لاعب) (الإنجليزية)
- مورغان دي سانتيس على موقع Soccerway.com (الإنجليزية)
- مورغان دي سانتيس على موقع عالم كرة القدم.نت (الإنجليزية)
- مورغان دي سانتيس على موقع كووورة
- مورغان دي سانتيس على موقع أوليمبيديا (الإنجليزية)